# Platytetranychus libocedri
Platytetranychus libocedri är en spindeldjursart som först beskrevs av McGregor 1936.  Platytetranychus libocedri ingår i släktet Platytetranychus och familjen Tetranychidae. Inga underarter finns listade i Catalogue of Life.